# Lyropupa clathratula
Lyropupa clathratula е вид коремоного от семейство Pupillidae.

## Разпространение
Видът е разпространен в САЩ (Хавайски острови).